# San Pablo Villa de Mitla
San Pablo Villa de Mitla är en kommunhuvudort i Mexiko.   Den ligger i kommunen San Pablo Villa de Mitla och delstaten Oaxaca, i den sydöstra delen av landet, 400 km sydost om huvudstaden Mexico City. San Pablo Villa de Mitla ligger 1 688 meter över havet och antalet invånare är 7 547.
Terrängen runt San Pablo Villa de Mitla är huvudsakligen kuperad, men den allra närmaste omgivningen är platt. San Pablo Villa de Mitla ligger nere i en dal. Runt San Pablo Villa de Mitla är det ganska tätbefolkat, med 58 invånare per kvadratkilometer. Närmaste större samhälle är Tlacolula de Matamoros, 12,8 km väster om San Pablo Villa de Mitla. Trakten runt San Pablo Villa de Mitla består i huvudsak av gräsmarker.